# JW Marriott Marquis Dubai
Emirates Park Towers é um complexo de torres gêmeas localizado em Dubai, Emirados Árabes Unidos. As duas torres, a Emirates Park Tower 1 e a Emirates Park Tower, possuem 355,4 metros (1 166 pés) de altura.